# Мостовой, Павел Иванович
Павел Иванович Мостовой (26 апреля 1931 года с. Семёновка, Барвенковский район Харьковская область, УССР  — 2 мая 2000 года Москва) — советский государственный деятель, заместитель Председателя Совета Министров СССР (1989—1990), председатель Государственного комитета СССР по материально-техническому снабжению (1989—1991).

## Образование
- 1962 — Харьковский всесоюзный политехнический заочный институт

## Биография
- 1952—1953 — механик Прилукского лесозаготовительного участка энерголеспромхоза «Энерголес», Томская область.
- 1953—1954 — инженер-контролёр Пестовского авторемонтного завода треста «Энерголес», Новгородская область.
- 1954—1955 — секретарь Пестовского райкома ВЛКСМ.
- 1955—1956 — преподаватель автодела и электротехники в школах № 14 и 20, Краматорск.
- 1956—1959 — механик чугунолитейного цеха, начальник смены сталелитейного цеха Старокраматорского машиностроительного завода.
- 1959 — главный инженер Краматорского грузового автопарка.
- 1959—1961 — главный инженер Новокраматорской автобазы.
- 1961 — механик чугунолитейного цеха Новокраматорского машиностроительного завода.
- 1961—1964 — главный инженер Краматорского укрупнённого автопарка.
- 1964—1970 — 1-й заместитель председателя, председатель Краматорского горисполкома. В этот период построены заводы «Кондиционер», «Альфа», «Эмаль», КПД, швейная фабрика, началось строительство завода «ЛИП» (ныне «Энергомашспецсталь»), реконструирована центральная площадь с памятником Ленину, бульвар Машиностроителей, началась застройка улиц Южной и Юбилейной, построены кинотеатры в поселках. Разрешены транспортные проблемы путём сооружения мостов и создания автотранспортных предприятий, пущены несколько трамвайных линий. Созданы три путепровода, автовокзал, Дворец пионеров, 8 больниц, троллейбусный парк, объекты быта, торговли и аэродром.
- 1970—1971 — 1-й секретарь Краматорского горкома КП Украины.
- 1971—1975 — секретарь Донецкого обкома КПУ.
- 1975—1978 — 1-й заместитель начальника, начальник Главного управления Совмина УССР по материально-техническому снабжению.
- 1978—1989 — председатель Госкомитета УССР по материально-техническому снабжению.
- 1989—1991 — Председатель Государственного комитета СССР по материально-техническому снабжению, одновременно в 1989—1990 годах Заместитель Председателя Совмина СССР.

Народный депутат СССР.
Похоронен в Москве на Троекуровском кладбище.